# Jan Geldrius
Jan Geldrius (of van Geldere), (Ruiselede, eerste kwart van de 16e eeuw - Brugge ca. 1583), was als filoloog te Brugge een bekende latinist en hellinist. Jan Frans Foppens vermeldde hem in 1739 in zijn Bibliotheca Belgica. 

## Leven en werk
Geldrius leidde te Brugge een Latijnse school waar hijzelf klassieke talen onderwees (expeert schoolmeester van de Latijnsche spraecke). Onder anderen Victor Ghiselin en Jacob Reyvaert waren zijn leerlingen. Na de protestantse machtsovername vanaf 26 maart 1578 werd hij schepen en raadslid. Hij was betrokken bij de inventarisatie van het geestelijk goederenbezit en kan zo beschouwd worden als initiatiefnemer van het openbaar boekenbezit, waarmee de opbouw van de nieuwe stedelijke openbare bibliotheek werd gestart in de Heilige Bloedkapel. 
Geldrius had contact met de Brugse drukker en graveur Hubertus Goltzius (1536 - 1583) en schreef onder meer in Iulius Caesar sive Historiae Imperatorum Caesarumque Romanorum, in 1563 door Goltzius uitgegeven, het epigram 'ad Romam' onder de vermelding Ioan. Gelrii Russellani Flandri. In dit epigram zijn niet alleen verwijzingen naar Goltzius aanwezig, maar ook naar Marcus Laurijns, heer van Watervliet.